# Ambiguidade de Tolkien
Na ficção de Terra Média, na análise literária de fantasia e nas declarações pessoais de Tolkien sobre sua obra, a ambiguidade tem atraído a atenção de críticos, que chegaram a conclusões divergentes sobre suas intenções e a qualidade de sua obra [en], além de estudiosos que investigaram a natureza dessa ambiguidade.
Em O Senhor dos Anéis, Tolkien emprega cuidadosamente a ambiguidade na dicção e nas descrições. Essas descrições frequentemente parecem bastante concretas, mas estudiosos como Steve Walker e Nils Ivar Agøy [en] observam que ele deixa ampla liberdade para o leitor imaginar diferentes aspectos da Terra Média, equilibrando a realidade psicológica com as possibilidades da fantasia e mantendo descrições de personagens e paisagens consideravelmente vagas. Outros, como Catherine Madsen e Verlyn Flieger [en], destacam como O Senhor dos Anéis é ao mesmo tempo paganista e cristão, com eventos que surgem de forma aparentemente natural, mas carregam uma mensagem moral. Tom Shippey [en] nota que Tolkien fez declarações ambíguas sobre a fantasia, como no ensaio Sobre Contos de Fadas [en]. Tolkien também foi ambíguo sobre a natureza do mal, como visto no Um Anel, criado pelo Senhor do Escuro Sauron para dominar toda a Terra Média; o anel comporta-se tanto como um objeto inanimado quanto como algo com uma intenção constantemente maligna, buscando escravizar quem o possui. Shippey admirava a habilidade de Tolkien em equilibrar os mundos pagão e cristão por meio de destreza literária e sugestão.
Tolkien utiliza nomes com trocadilhos para introduzir ambiguidade, como quando o nome Mordor sugere assassinato. O nome Orthanc, de maneira única, é explicitamente descrito como um trocadilho bilíngue [en] entre Sindarin ("Monte Presa") e Rohirric ("mente astuta") – que é seu significado no Inglês Antigo. Outros significados duplos aparecem em conceitos importantes, como quando Frodo se aproxima das Fendas da Perdição, ele fala em "um sussurro rachado". Além disso, ele alterna o nome  Velho Salgueiro-homem, sugerindo um personagem senciente, com a descrição "velho Salgueiro-homem", deixando em aberto se é um homem semelhante a uma árvore ou uma árvore semelhante a um homem, e quão diferente ou semelhante ele pode ser das demais árvores da Floresta Velha.
Uma adaptação cinematográfica inevitavelmente reduz a complexidade e a ambiguidade de uma narrativa, especialmente porque qualquer objeto descrito precisa ser representado de uma única maneira. O fato de a versão cinematográfica de Peter Jackson também optar por enfatizar a metáfora de uma jornada simplifica ainda mais a apresentação. Por outro lado, a música, assim como o texto, é inerentemente ambígua, e uma obra como a Sinfonia nº 1 "O Senhor dos Anéis" [en] de Johan de Meij [en], de 1989, pode, à sua maneira, preservar parte da ambiguidade da narrativa de Tolkien.

## Contexto
J. R. R. Tolkien foi um autor inglês e filólogo especializado em Línguas germânicas antigas, com ênfase em Inglês Antigo; passou grande parte de sua carreira como professor na Universidade de Oxford. Ele é mais conhecido por seus romances sobre a Terra Média, O Hobbit e O Senhor dos Anéis, e pelo O Silmarillion, publicado postumamente, que oferece uma narrativa mais mítica sobre eras anteriores. Católico fervoroso, ele descreveu O Senhor dos Anéis como "uma obra fundamentalmente religiosa e católica", rica em simbolismo cristão.

## Liberdade para o leitor
Tolkien proporcionou ampla liberdade ao leitor para imaginar diferentes aspectos da Terra Média, por meio de sua dicção, do equilíbrio entre a realidade psicológica e as possibilidades da fantasia, e da vaguidade nas descrições de personagens e paisagens.

### Dicção ambígua
"Para mim, pareceu extremamente estranho", disse Boromir. "Talvez fosse apenas um teste, e ela pensou em ler nossos pensamentos para seu próprio propósito; mas quase diria que ela nos tentava, oferecendo o que fingia ter o poder de dar. Não preciso dizer que recusei ouvir. Os Homens de Minas Tirith são fiéis à sua palavra." Mas o que ele achava que a Senhora lhe oferecera, Boromir não revelou.

O Senhor dos Anéis, livro 2, cap. 7 "O Espelho de Galadriel"
O estudioso de literatura inglesa Steve Walker afirma que a prosa de Tolkien [en] concede ampla liberdade ao leitor por meio de sua incessante ambiguidade em várias dimensões, como na dicção, no equilíbrio entre realidade psicológica [en] e "possibilidade imaginativa", na descrição de personagens e paisagens, no tom, entre passado e presente, e entre a normalidade e a animação quase panteísta da natureza.
Tolkien introduz ambiguidade deliberadamente em muitos pontos com palavras de várias classes gramaticais – incluindo adjetivos, verbos e substantivos – que sugerem incerteza, estranheza ou acaso.
| Classe gramatical    | Exemplos                                                             | Função |
| -------------------- | -------------------------------------------------------------------- | --- |
| Verbo                | imaginou, acreditou, meio imaginou, pareceu, suspeitou, perguntou-se | Introduzem ambiguidade ativamente                                                                                       |
| Adjetivo             | curioso, estranho, peculiar, esquisito, não natural                  | Qualificam substantivos comuns, "tendendo a objetificar o sobrenatural, ao mesmo tempo que sugerem mistério no natural" |
| Substantivo abstrato | acaso, sorte, destino                                                | "Complicam [o] significado" de "coincidências planejadas" com ambiguidade entre sorte e destino                         |

No tom, Tolkien alcança um equilíbrio ambíguo ao oferecer visões ou opiniões alternativas, como quando os Elfos Galadriel e Celeborn encontram o antigo Ent Barbárvore perto do fim do livro.
| Personagem | Declaração em O Retorno do Rei | Tom                          |
| ---------- | --- | ---------------------------- |
| Barbárvore | "É triste que nos encontremos apenas assim, no final. Pois o mundo está mudando: sinto isso na água, sinto isso na terra, e cheiro isso no ar. Não acho que nos encontraremos novamente." | "Relutantemente pessimista"  |
| Celeborn   | "Não sei, Ancião." | "Abstendo-se"                |
| Galadriel  | "Não na Terra Média, nem até que as terras sob as ondas sejam erguidas novamente. Então, nos prados de salgueiros de Tasarinan, poderemos nos encontrar na primavera."                    | "Hesitantemente esperançosa" |

### Descrição ambígua
Na manhã seguinte, Frodo acordou revigorado. Ele estava deitado em um caramanchão feito por uma árvore viva com galhos entrelaçados e pendendo até o chão; sua cama era de samambaia e grama, macia, profunda e estranhamente perfumada. O sol brilhava através das folhas tremulantes, que ainda estavam verdes na árvore. Ele se levantou e saiu.

O Senhor dos Anéis, livro 1, cap. 4 "Um Atalho para Cogumelos"
Alguns críticos de Tolkien, como o tradutor de Beowulf Burton Raffel [en], tiveram opiniões divididas sobre O Senhor dos Anéis. Raffel gostava do livro, mas, nas palavras do historiador e estudioso de Tolkien Nils Ivar Agøy, "chegou à estranha conclusão de que não era 'literatura'." Analisando a passagem que descreve o despertar de Frodo após encontrar o Elfo Gildor Inglorion, Raffel considera a prosa "brilhantemente adequada, direta, com justeza suficiente para ter corpo, resiliente o bastante para captar os ecos da fala, não um instrumento sobrecarregado, nem com grande alcance, mas muito competente". Agøy descreve Raffel como estando "dividido" sobre as habilidades descritivas de Tolkien. Raffel desejava que as descrições de Tolkien fossem precisas, com "objetos específicos em relações particulares com os personagens", sem toda a ambiguidade e incerteza criadas por Tolkien. Agøy contrasta a reação de Raffel com a de Walker, observando que Walker descreve a prosa de Tolkien como "sensória, a paisagem tangível". Ele acrescenta que Walker também afirma que a escrita de Tolkien não é tão específica quanto a impressão que causa: sua escrita é, segundo ele, algo generalizada (com arquétipos [en] no lugar de personagens individuais), o que leva críticos como Raffel a reagirem contra o livro. A ambiguidade de Tolkien explica ainda por que O Senhor dos Anéis foi visto de tantas maneiras diferentes [en].
Agøy observa que, embora Tolkien às vezes descreva pessoas, lugares e objetos como utensílios, espadas e cajados, ele frequentemente torna as descrições "gerais ... quase genéricas", deixando bastante espaço para a imaginação do leitor: "Se vemos Bolsão em cores vivas e alta definição, as cores e os detalhes são adicionados por nós, leitores, a uma estrutura fornecida por Tolkien." Agøy acrescenta que, em seu ensaio Sobre Contos de Fadas, Tolkien afirma em uma nota de rodapé (Nota E) que "ilustrações pouco contribuem para contos de fadas", pois "cada ouvinte das palavras terá sua própria imagem" do que é um pedaço de pão, uma colina ou um rio. Assim, Agøy resume a visão de Tolkien como sendo a de que os autores não devem "restringir desnecessariamente a 'própria imagem' do leitor", ou seja, favorecendo "descrições bastante vagas".
Tolkien também tomou cuidado ao escolher títulos ambíguos, para não revelar demais da história. Quando seus editores decidiram publicar O Senhor dos Anéis em três volumes, em vez dos seis livros que Tolkien esperava, ele declarou em uma carta que "prefiro para o Vol. III 'A Guerra do Anel', pois menciona o Anel novamente; e também é mais neutro, dando menos pistas sobre o rumo da história: os títulos dos capítulos também foram escolhidos para revelar o mínimo possível com antecedência."

## Pagão e Cristão

### Ecos do Cristianismo
Catherine Madsen, escrevendo na Mythlore [en], descreve a qualidade contraditória de O Senhor dos Anéis, uma "religião sem revelação", na qual "todas as vitórias são mistas: cada triunfo sobre o mal é também uma depleção do bem." Ela vê "ecos" de imagens cristãs no livro, mas "precisamente não testemunhos do Evangelho", argumentando que, se Elbereth remete à Virgem Maria, é sua "estrela" que transita para o Reino das Fadas, não sua maternidade milagrosa ou virgindade perpétua. Na visão de Madsen, Tolkien tinha uma forte lealdade tanto ao Cristianismo quanto às "leis e formas do conto de fadas". Ela argumenta que ele queria mostrar "um mundo em seus próprios termos", onde "tanto a catástrofe quanto a eucatástrofe se desenvolviam a partir de fatos naturais, pois estes carregam um peso que o sobrenatural não pode."
Matthew Thompson-Handell, em seu artigo de 2025 na Mythlore, "Sem Ragnarök, Sem Armagedom", revisa as críticas iniciais a Tolkien, de 1972 a 1981, quando As Cartas de J. R. R. Tolkien foi publicado, reduzindo parte da aparente ambiguidade. Ele analisa os escritos de estudiosos como Paul Kocher [en] e Randel Helms [en], que adotaram uma interpretação cristã ou pagã da Terra Média. Em sua visão, a obra é ambígua, mas não contraditória, apoiando a perspectiva de Flieger de 2014 sobre a "ambiguidade e indeterminação" teológica inerente a O Senhor dos Anéis, em vez de sua posição de 2019, que afirma um equilíbrio de contradições embutidas.

### Ambiguidade moral

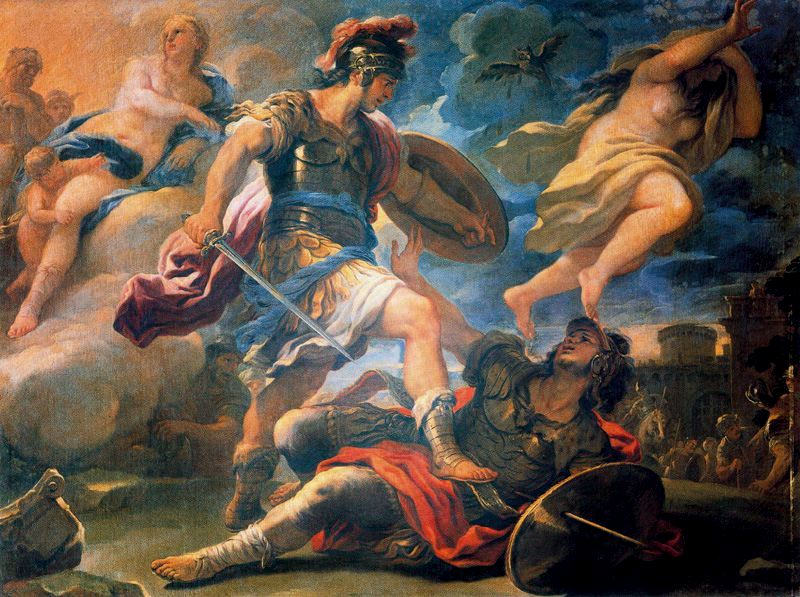
A cena das Fendas da Perdição de Tolkien foi comparada ao "assassinato moralmente ambíguo de Turnus por Eneias". Pintura do século XVII por Luca Giordano.

Madsen observa que a cena das Fendas da Perdição, onde Frodo e Gollum lutam pelo Um Anel, é profundamente ambígua em sua moralidade; longe de um simples triunfo do bem sobre o mal, o bem "depende do mal para prevalecer." O classicista J. K. Newman concorda que essa cena climática tem uma ambiguidade moral, comparando-a em termos clássicos ao "assassinato moralmente ambíguo de Turnus por Eneias" no final da Eneida de Virgílio.

### Imaginação e ortodoxia
A estudiosa de Tolkien Verlyn Flieger [en] escreve em seu artigo de 2014, "Mas o Que Ele Realmente Quis Dizer?", que O Senhor dos Anéis constantemente atrai análises conflitantes, como as de neopagãos e cristãos evangélicos. Tolkien respondia de forma ambígua a perguntas ou dava declarações conflitantes sobre sua própria visão. Flieger afirma que ele ajustava suas explicações sobre sua obra para melhor atender seu público, observando que o livro oferece "riqueza e textura multivalente", permitindo que cada leitor extraia o que pessoalmente precisa e deseja. Em sua visão, Tolkien tentava "harmonizar a originalidade de sua obra e sua própria imaginação com a ortodoxia cristã, situando suas visões frequentemente não ortodoxas dentro dos limites mais estreitos de sua religião sem abandonar nenhum dos dois." Flieger cita o comentário de Judith Thurman de que "uma personalidade coerente aspira, como uma obra de arte, a conter seus conflitos sem resolvê-los dogmaticamente", afirmando que Tolkien tinha a vantagem de ser inclusivo o suficiente para alcançar isso. Flieger conclui que o livro "não é uma história sobre bem e mal, mas uma história sobre como o bem pode se tornar mal, uma história cuja força reside na tensão criada por situações e conflitos deliberadamente não resolvidos... [explorando] aquele 'reservatório de poder' abaixo do mundo visível."
Em 2019, Flieger revisitou o tema em seu artigo "O Arco e a Chave de Abóbada", escrevendo que, assim como uma chave de abóbada impede um arco de desmoronar, mantendo-o unido precisamente por causa das forças opostas que agem sobre ele, o poder de O Senhor dos Anéis, e do próprio Tolkien, deve ser visto como dependente dessas contradições.

## Sugestão de maldade

### Metáforas e metonímias

O Olho Sem Pálpebra, uma metonímia para o Senhor do Escuro Sauron, uma personificação do poder maligno em O Senhor dos Anéis.

A linguista Joanna Podhorodecka escreve que Tolkien revitaliza várias metáforas familiares e aparentemente desgastadas linguisticamente para o mal no livro, tratando-as de forma ambígua tanto como expressões conhecidas quanto sugerindo que podem (talvez) ser literalmente verdadeiras para as presenças sombrias, como o Senhor do Escuro Sauron e seus servos mortais, os Nazgûl ou espectros do anel. Entre as metáforas de Tolkien estão o Olho Sem Pálpebra, símbolo da terra maligna de Mordor, metonímico para Sauron; a mão, que se estende para controlar; e a sombra, que denota o poder de Sauron.

### Mal: nada ou poderoso
O estudioso de Tolkien Tom Shippey comenta que a sombra é "a imagem distintiva de Tolkien para o mal". Podhorodecka acrescenta que descrever o mal como escuro é inerentemente ambíguo, pois isso pode significar a simples ausência de luz ou "a Não-Luz", um inimigo real e substancial. A abordagem ambígua de Tolkien sobre o mal é "uma tentativa de reconciliar duas visões", que Shippey descreve como "ambas antigas, ambas autoritativas, ambas vivas, cada uma aparentemente contradizendo a outra". Essas são a visão boeciana de que o mal é nada, não existe, mas é a ausência do bem; e a visão oposta, tendendo ao maniqueísta, de que o mal é igual e oposto ao bem, lutando incessantemente contra ele. Assim, Shippey observa, Frodo expressa a visão boeciana diretamente enquanto está em Mordor: "a Sombra ... só pode zombar, não pode criar: não coisas reais por si mesma"; da mesma forma, ele escreve, o Ent  Barbárvore afirma que "Trolls são apenas falsificações, feitas pelo Inimigo ... em zombaria dos Ents, como Orcs foram dos Elfos". Contudo, Shippey argumenta, o mal parecia real o suficiente durante a Segunda Guerra Mundial e o Holocausto quando Tolkien estava escrevendo. Assim, Shippey sustenta, o Anel comporta-se de maneira inconsistente, sendo ao mesmo tempo um objeto inanimado e definitivamente maligno, pois "traiu" Isildur para sua morte, "abandonou" Gollum quando não tinha mais utilidade para ele, e, nas palavras de Frodo, "talvez tenha tentado se revelar em resposta a algum desejo ou comando sentido na sala" na estalagem Pônei Saltitante em Bree, quando o Anel anuncia sua presença aos espiões observadores ao deslizar para o dedo de Frodo, tornando-o subitamente invisível.

## Trocadilhos com significados secundários

O nome Avallonë, uma cidade na ilha de Tol Eressëa, próxima às Terras Imortais de Valinor, remete ao nome da ilha mágica arturiana de Avalon.

### Trocadilhos bilíngues
Pierre H. Berube sugere na Mythlore que Tolkien usava nomes com trocadilhos para sugerir seus significados em uma segunda língua, como inglês ou grego. Ele comenta que Mordor e Númenor sugerem vagamente as associações verbais "assassinato" e "numinoso". Mais fortemente, ele observa que  Avallonë e Atalantë lembram os leitores da Avalon arturiana e da Atlântida de Platão; esta última foi reconhecida por Tolkien como uma feliz coincidência.
O nome da torre de Orthanc é único por ser explicitamente descrito como um trocadilho bilíngue em As Duas Torres: Tolkien fornece os dois significados como "Monte Presa" em Élfico (Sindarin) e "Mente Astuta" na "língua da Marca Antiga". Tolkien optou por representar Rohirric, a língua de Rohan/a Marca, como Inglês Antigo, onde orþanc significa "inteligência, entendimento, mente; astúcia, habilidade; trabalho habilidoso, arte mecânica" como substantivo, e "engenhos, habilidoso" como adjetivo. Tolkien, assim, admitia que usava o Inglês Antigo para representar o Rohirric.
Um caso diferente foi Beleriand, que Tolkien originalmente nomeou como Broceliande, outra referência arturiana, desta vez à floresta mágica Brocéliande. Como Tolkien abandonou isso, Berube sugere que ele quis encontrar uma alusão diferente e escolheu o obscuro Belerion como alvo. Esse era o nome dado à Cornualha, ou mais especificamente à região de mineração de estanho perto de Land's End, pelo viajante Piteas de Massalia por volta de 240 a.C. Berube comenta que poucos leitores devem ter feito essa associação. Um trocadilho que Tolkien abandonou, felizmente na visão de Berube, foi "Gnomo" para os Noldor, um grupo de Elfos distinguido por seu conhecimento e habilidade; a associação pretendida era com "gnosis", do grego, significando "conhecimento"; mas Tolkien foi persuadido a não usar o nome devido ao seu uso popular trivial.

### Construindo significados duplos
Walker escreve que Tolkien tece significados duplos elaborados "na textura essencial da prosa". Alguns desses são explícitos, como o epíteto de Aragorn "Estel", que é declarado significar "Esperança"; Tolkien então utiliza livremente esse trocadilho de forma sustentada ao longo do romance com frases como "a esperança habitava sempre no fundo de seu coração" ou que, por seus esforços, "a esperança além da esperança foi cumprida". Outros casos são mais leves, como quando os barcos Élficos (embarcações) dados à Sociedade são chamados de "astutos", significando "inteligentes e também navegáveis", ou quando o aríete maligno Grond é envolto em "feitiços de ruína" que, Walker sugere, são "tanto ruinosos quanto rúnicos".
Além disso, Walker afirma, grande parte dos trocadilhos de Tolkien acompanha tão de perto a situação que sua dicção poderia ser chamada de mimética, pintando um quadro verbal do que está acontecendo. Ao descrever o maligno  Velho Salgueiro-homem, as palavras tornam-se arbóreas: seu coração é chamado de "podre", sua força "verde", sua sabedoria "enraizada".
| Situação                                          | Frase mimética de Tolkien                                        | Comentários                                |
| ------------------------------------------------- | ---------------------------------------------------------------- | ------------------------------------------ |
| Discutindo a estalagem Pônei Saltitante           | "Meu povo cavalga por lá de vez em quando"                       | "Brincadeira semântica de cavalos animada" |
| Anães temendo serem comidos por Trolls            | "[Estamos em] um belo aperto"                                    | Frase comum "estar em um [belo] aperto"    |
| Aproximando-se das Fendas da Perdição             | Frodo fala em "um sussurro rachado"                              | Frase comum "a fenda da perdição"          |
| Fruta d'Ouro dirige-se ao portador do Anel, Frodo | "Vejo que você é amigo dos elfos, ... o som em sua voz o revela" | Jogo com homônimos                         |

## Equilíbrio entre subcriação e realidade subjacente

### Equívoco sobre fantasia
Shippey escreve que Tolkien fez múltiplas declarações equívocas sobre a fantasia em si, tanto em "Sobre Contos de Fadas" quanto em seu poema Mythopoeia [en]. Na visão de Shippey, Tolkien expressava sua convicção de que "a fantasia não é totalmente inventada", mas é ao mesmo tempo o que Tolkien chamava de "a arte Subcriativa em si" e "derivada da Imagem", existindo como as palavras amadas por Tolkien em Inglês Antigo antes que qualquer filólogo (como o próprio Tolkien) começasse a estudá-las. Assim, Tolkien era habilidoso o suficiente para "equilibrar exatamente entre 'dragão-como-fera-simples' e 'dragão-como-apenas-alegoria', entre mundos pagão e cristão", dando apenas uma sugestão de mito.

### Algum grau de senciência

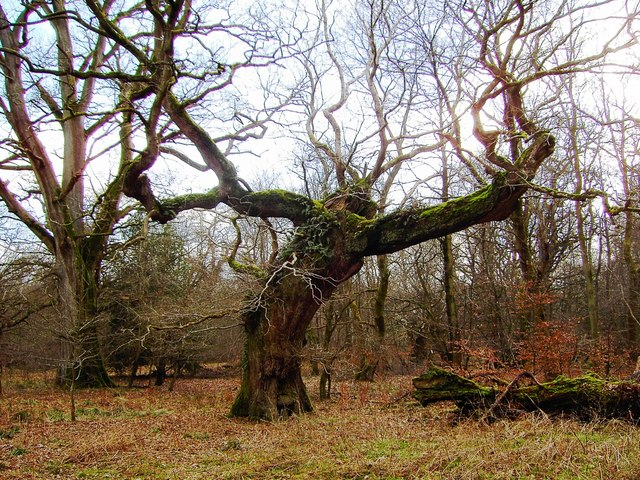
Tolkien nunca deixa totalmente claro quão próximo da senciência as árvores da Floresta Velha podem estar.

Cynthia Cohen, escrevendo na Tolkien Studies, comenta que Tolkien é consistentemente ambíguo sobre um personagem da Floresta Velha, Velho Salgueiro-homem/"velho Homem-salgueiro", alternando os dois termos e, assim, sugerindo que ele pode ser "um homem semelhante a uma árvore, uma árvore semelhante a um homem, ou algo intermediário". Ela escreve que Tolkien é igualmente vago sobre a diferença entre o Velho Homem-Salgueiro e as demais árvores da Floresta Velha; elas podem ser apenas árvores, mas com alguma senciência, pois estão "sob seu domínio" (embora Frodo refira-se ao Velho Homem-Salgueiro como "ele", não "isso") e observam os Hobbits intrusos com "emoção e intenção" hostis, parecendo até ter uma "vontade vingativa".
As árvores de Tolkien variam de plantas simples, naturais e do mundo primário até Ents totalmente sencientes e móveis, com Huorns (que podem ser incitados a andar pelos Ents) e as árvores da Floresta Velha no meio-termo. Cohen comenta que Tolkien cuidadosamente constrói uma narrativa que preserva "a consistência interna da realidade", passando de sensações vagas sobre árvores "esquisitas" até seres progressivamente mais sencientes e hostis à medida que os Hobbits avançam mais fundo na Floresta Velha. Cohen nota o uso de Tolkien de frases que indicam normalidade, bem como o desconforto dos Hobbits: "Parecia [itálico dela] que as árvores se tornavam mais altas, escuras e densas"; elas tinham "raízes retorcidas e entrelaçadas", o que pode ser uma metáfora familiar para árvores do mundo real ou uma descrição literal de seres perigosos e ameaçadores.

## Em adaptações

### Ambiguidade perdida no filme

O flamejar das estrelas no estandarte de batalha de Aragorn pode ser imaginado de muitas maneiras por um leitor, mas qualquer um que apresente o estandarte em um filme precisa escolher uma única aparência para ele.

Estudiosos como Michael D. C. Drout [en] e Estelle R. Jorgensen afirmam que a adaptação cinematográfica de O Senhor dos Anéis por Peter Jackson reduz a complexidade e a ambiguidade inerentes à história de Tolkien.
Drout escreve que até a descrição em prosa mais detalhada retém inerentemente "uma certa ambiguidade". Ele dá como exemplo a longa frase que detalha os símbolos no estandarte de batalha de Aragorn, comentando que nenhum diretor de cinema pode esperar preservar a ambiguidade de uma afirmação como "E as estrelas flamejavam à luz do sol, pois foram forjadas de gemas por Arwen, filha de Elrond". Drout afirma que o diretor precisa "escolher quais gemas (quais cores, que tipo de lapidação, etc.) e organizá-las de alguma maneira". Assim, Drout conclui, até um diretor que tentasse representar um livro literalmente reduziria ou eliminaria a ambiguidade do texto.
Na visão de Jorgensen, uma das muitas metáforas de Tolkien, a da jornada, torna-se "a ideia única e definitiva" no filme. Os desenhos [en] pelos artistas conceituais de Jackson, Alan Lee e John Howe, junto com os designs de figurino e cenografia de Richard Taylor, conduziram a apresentação visual de Jackson, criando uma imagem "autoritativa" da história. A versão cinematográfica, escreve Jorgensen, "torna-se uma versão do que ... poderia ser múltiplas versões imaginadas", sobrepondo-se às próprias maneiras dos espectadores de verem a história.

### Ambiguidade preservada ou perdida na música
Uma adaptação musical pode, na visão de Jorgensen, ser mais capaz de preservar a ambiguidade de Tolkien, gerando o tipo de maravilha que poderia corresponder aos sentimentos evocados pela narrativa mítica de Tolkien. Ela escreve que a música pode sugerir a "transcendência, profundidade, ambiguidade, narratividade e um caráter estético e didático que despertam espanto, mistério e uma percepção elevada da condição humana".
A Sinfonia nº 1 "O Senhor dos Anéis" de Johan de Meij [en], de 1989, é programática (com movimentos explicitamente nomeados "As Minas de Moria" e "A Ponte de Khazad-dûm"), mas Jorgensen sugere que "a própria ambiguidade da música sugere uma gama de possíveis outros cenários que os ouvintes, sem conhecimento íntimo do programa [da sinfonia de de Meij] (ou mesmo com ele), poderiam construir para si mesmos".
A música de Howard Shore para a série de filmes O Senhor dos Anéis, no entanto, é "pervasivamente orquestral e tonal", e as canções de Tolkien para os Hobbits e para a dama élfica Galadriel estão ausentes. Em vez disso, Shore usa leitmotivs representando as várias culturas retratadas, como o Condado para os Hobbits. O resultado, na opinião de Jorgensen, é que a música "é engolida pela visão", pois os espectadores prestam atenção à ação visível e inequívoca dos filmes. A ausência da poesia de Tolkien e a natureza visual do filme tornam-no dependente de detalhes concretos, o que o torna menos ambíguo que os romances.

### J. R. R. Tolkien
1. ↑  (Carpenter 2023, carta 142 para Robert Murray, 2 de dezembro de 1953)
2. ↑  (Tolkien 1954a, livro 2, cap. 7 "O Espelho de Galadriel")
3. ↑  (Tolkien 1955, livro 6, cap. 6 "Muitas Despedidas")
4. ↑  (Tolkien 1954a, livro 1, cap. 4 "Um Atalho para Cogumelos")
5. 1 2  (Carpenter 2023, #140 para Allen & Unwin, agosto de 1953)
6. ↑  (Tolkien 1955, livro 6, cap. 1 "A Torre de Cirith Ungol")
7. ↑  (Tolkien 1954, livro 3, cap. 4 "Barbárvore")
8. ↑  (Tolkien 1954a, livro 1, cap. 9 "No Pônei Saltitante")
9. ↑  (Tolkien 1954a, livro 1, cap. 6 "A Floresta Velha")